# ファミリートレーナー マンハッタンポリス
『ファミリートレーナー マンハッタンポリス』（Family Trainer: Manhattan Police）は、1987年8月31日にバンダイ(後のバンダイナムコエンターテインメント)より発売されたファミリーコンピュータ用ゲームソフト。北米では『Street Cop』のタイトルで発売された。
周辺機器・ファミリートレーナーの専用ソフト第6弾。

## 概要
ファミリートレーナーのマットB面（12キー）を使用。主人公の警察官がニューヨーク・マンハッタンの平和を守るアクションアドベンチャーゲーム。視点は第1作『アスレチックワールド』と同様のサイドビュー方式になっており、画面下のマップを見ながら制限時間内にアイテムを回収し、規定数の子分を倒した後にボス（ステージ開始時に提示される指名手配犯）を倒せばステージクリアとなる。
前作『迷路大作戦』に続き、体感型スポーツゲームからアトラクション路線への転換後第2作である。全6ステージ構成だが、セーブ機能などは存在せず後半のステージではマップが広くなりボスの出現位置もランダムで変化する為、プレイヤーの持久力と敏捷性が求められる点は（インターフェースに起因するものとは言え）極めて特異である。
『迷路大作戦』では敵を攻撃出来なかったのに対して、本作ではファミリートレーナー史上初めてとなる敵を攻撃するアクションが導入されており、1キーで遠距離攻撃（アイテムを投げつける、もしくは発砲）・4キーで近距離攻撃（警棒）を使い分ける。また、後ろからダッシュで敵に体当たりして転ばせることも可能。

## 評価
ゲーム誌『ファミコン通信』のクロスレビューでは合計19点（満40点）、『ファミリーコンピュータMagazine』の読者投票による「ゲーム通信簿」での評価は以下の通りとなっており、18.60点（満30点）となっている。また、同雑誌1991年5月10日号特別付録の「ファミコンロムカセット オールカタログ」では、「操作方法が慣れるまで大変だ」と紹介されている。
| 項目 | キャラクタ | 音楽 | 操作性 | 熱中度 | お買得度 | オリジナリティ | 総合  |
| 得点 | 3.31       | 3.12 | 2.86   | 3.20   | 2.99     | 3.12           | 18.60 |